# Adolfo Berio
Adolfo Filippo Giovan Battista Berio (Firenze, 27 luglio 1868 – Roma, 24 febbraio 1954) è stato un magistrato e politico italiano.

## Biografia
Nell'ordine giudiziario dal 1889, nel 1902 entra come referendario al Consiglio di Stato, dove rimane fino al 1938 assumendo gli incarichi di consigliere e presidente di sezione.
È stato consigliere comunale di Roma, vicegovernatore della Venezia Giulia, segretario capo della Presidenza del Consiglio, giudice del Tribunale superiore delle acque pubbliche, presidente del Consiglio superiore delle miniere, membro del Consiglio superiore della marina mercantile presso il Ministero dei trasporti. 
Nominato senatore nel 1921, decaduto per sentenza dell'Alta Corte di Giustizia per le Sanzioni contro il Fascismo del 21 ottobre 1944.